# Вільжуїф-Гюстав Руссі (станція метро)
Вільжуїф-Гюстав Руссі (фр. Villejuif–Gustave Roussy) (французька вимова: [vilʒɥif ɡystav ʁusi]) станція 14-ї лінії Паризького метро, складова проекту Grand Paris Express, розташована за кілька кілометрів на південь від меж Парижа, в місті Вільжуїф поблизу Інституту Гюстава Руссі, звідки і походить її назва.
Розширення лінії метро 14 відкрито 24 червня 2024 року. 
.
Перші кілька місяців роботи Вільжуїф-Гюстав Руссі була лише аварійним виходом, через який проходили потяги, не обслуговуючи цю станцію. 
Станом на 18 січня 2025 року платформи лінії 14 відкрили для обслуговування пасажирів на станції Вільжуїф-Гюстав Руссі; очікується, що платформи лінії 15 будуть введені в експлуатацію на цій станції разом з рештою лінії наприкінці 2026 року. 